# العلاقات الإكوادورية النيوزيلندية
العلاقات الإكوادورية النيوزيلندية هي العلاقات الثنائية التي تجمع بين الإكوادور ونيوزيلندا.

## مقارنة بين البلدين
هذه مقارنة عامة ومرجعية للدولتين:
| وجه المقارنة                                              | الإكوادور                      | نيوزيلندا                                              |
| --------------------------------------------------------- | ------------------------------ | ------------------------------------------------------ |
| المساحة (كم2)                                             | 283.56 ألف                     | 268.02 ألف                                             |
| عدد السكان (نسمة)                                         | 16.62 مليون                    | 4.24 مليون                                             |
| الكثافة السكانية (ن./كم²)                                 | 58.61                          | 15.82                                                  |
| العاصمة                                                   | كيتو                           | ويلينغتون، أوكلاند                                     |
| اللغة الرسمية                                             | اللغة الإسبانية، كيشوا ‏، شوار ‏ | لغة إنجليزية، اللغة الماورية، لغة الإشارة النيوزيلندية |
| العملة                                                    | دولار أمريكي، سوكري إكوادوري   | دولار نيوزيلندي، الجنيه النيوزيلندي                    |
| الناتج المحلي الإجمالي (بليون دولار)                      | 103.06 مليار                   | 205.85 مليار                                           |
| الناتج المحلي الإجمالي (تعادل القوة الشرائية) بليون دولار | 185.24 مليار                   |                                                        |
| الناتج المحلي الإجمالي الاسمي للفرد دولار أمريكي          | 6.21 ألف                       |                                                        |
| الناتج المحلي الإجمالي للفرد دولار أمريكي                 | 11.37 ألف                      |                                                        |
| مؤشر التنمية البشرية                                      | 0.746                          | 0.914                                                  |
| رمز المكالمات الدولي                                      | +593                           | +64                                                    |
| رمز الإنترنت                                              | .ec                            | .nz                                                    |
| المنطقة الزمنية                                           | 00                             | ت ع م+13:00، ت ع م+12:00                               |

## منظمات دولية مشتركة
يشترك البلدان في عضوية مجموعة من المنظمات الدولية، منها:
| علم المنظمة | اسم المنظمة                        | تاريخ انضمام الإكوادور | تاريخ انضمام نيوزيلندا |
| ----------- | ---------------------------------- | ---------------------- | ---------------------- |
|             | مؤسسة التنمية الدولية              | 7 نوفمبر 1961          | 1 أكتوبر 1974          |
|             | يونسكو                             | 22 يناير 1947          | 4 نوفمبر 1946          |
|             | وكالة ضمان الاستثمار متعدد الأطراف | 12 أبريل 1988          | 22 أبريل 2008          |
|             | الأمم المتحدة                      | 21 ديسمبر 1945         | 24 أكتوبر 1945         |
|             | الفريق المعني برصد الأرض           | ?                      | ?                      |
|             | الاتحاد البريدي العالمي            | ?                      | ?                      |
|             | البنك الدولي للإنشاء والتعمير      | 28 ديسمبر 1945         | 31 أغسطس 1961          |
|             | المنظمة الهيدروغرافية الدولية      | ?                      | ?                      |
|             | الاتحاد الدولي للاتصالات           | 17 أبريل 1920          | 3 يونيو 1878           |
|             | منظمة حظر الأسلحة الكيميائية       | ?                      | ?                      |
|             | مؤسسة التمويل الدولية              | 20 يوليو 1956          | 31 أغسطس 1961          |
|             | منظمة التجارة العالمية             | ?                      | ?                      |
|             | منظمة الشرطة الجنائية الدولية      | ?                      | ?                      |

## وصلات خارجية
- موقع وزارة الخارجية الإكوادورية
- موقع وزارة الخارجية النيوزيلندية